# Béla Zsolt

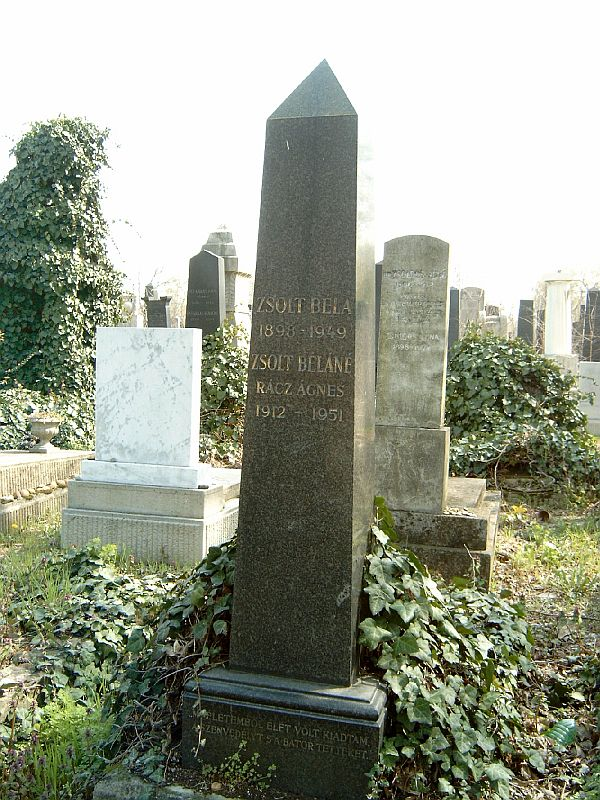
Grab von Béla Zsolt und Agnes Rácz in Budapest auf dem Kozma utcai izraelita temető

Béla Zsolt [ˈbeːlɒ ˈʒolt] (geboren 8. Januar 1895 in Komárom, Österreich-Ungarn; gestorben 6. Februar 1949 in Budapest) war ein ungarischer Journalist, Publizist und Romancier.

## Leben
Bereits in jungen Jahren vor dem Ersten Weltkrieg galt Zsolt als herausragender Vertreter der ungarischen décadence. In den Wirren der Revolutionsjahre 1918 und 1919 setzte er sich vehement für eine bürgerlich-liberale Ordnung ein und trat gegen die Räterepublik und gegen den aufkommenden christlich-nationalen Ständestaat Horthys an.
Zsolt zog 1920 von Oradea (Großwardein) nach Budapest, wo er schnell im literarischen Leben Fuß fasste. Seine Artikel und Romane fanden allgemeine Anerkennung. Im Zweiten Weltkrieg musste Béla Zsolt – wie tausende andere ungarische Juden – als Zwangsarbeiter zur Unterstützung der ungarischen Armee an der ukrainischen Ostfront dienen, wobei er als Angehöriger der Budapester Intelligenz besonderen Schikanen ausgesetzt war. Aber dank seiner Berühmtheit konnte seine Frau Agnes seine Rückkehr nach Ungarn erreichen, wo er aber kurz nach seiner Ankunft in das berüchtigte Budapester Gefängnis am Margarethenring eingeliefert wurde. Nach der Freilassung versuchte er sich Anfang 1944 in Nagyvárad zu erholen, geriet nun aber in die vom Eichmann-Kommando angetriebene ungarische Judenverfolgung. Unter falschem Namen tauchte er in der Krankenstation des Ghettos von Großwardein unter. Seine Erlebnisse hinter der Front, im Ghetto sowie die Bewahrung vor der Deportation im Sommer 1944 schildert Zsolt in seinem Roman Neun Koffer. Seine Frau wurde mit ihm gerettet, seine Schwiegereltern und die Tochter  Éva Heyman aus der ersten Ehe der Frau wurden nach Auschwitz transportiert und dort umgebracht. Im Zuge der Kasztner-Aktion wurde Zsolt gemeinsam mit tausend weiteren ungarischen Juden vor den Nazis freigekauft. Er verbrachte die zweite Jahreshälfte 1944 mit seiner Frau in Bergen-Belsen, im Dezember erfolgte ihre Ausreise in die Schweiz.
Nach seiner Rückkehr nach Ungarn 1945 gründete Zsolt die Radikale Bürgerliche Partei, deren Parteizeitung Haladás (deutsch: Fortschritt) er herausgab. Zsolt wurde beim zweiten Antreten ins ungarische Parlament gewählt. Die endgültige Machtergreifung der Kommunisten in Ungarn erlebte er nicht mehr. Béla Zsolt starb 1949 nach einer schweren Krankheit. Ágnes Zsolt hatte 1947 noch das Tagebuch der Tochter ediert. Sie war durch die Verfolgungen depressiv geworden und beging 1951 Suizid.
Beim Edinburgh Festival Fringe 2011 wurde ein Text aus den Neun Koffern von dem britischen Schauspieler David Prince als Einpersonenstück auf die Bühne gebracht.

## Schriften (in deutscher Übersetzung)
- Neun Koffer Aus dem Ungar. von Angelika Máté. Mit einem Nachw. von Ferenc Kőszeg, Frankfurt/Main : Verl. Neue Kritik 1999, ISBN 3-8015-0335-6
- Eine seltsame Ehe Roman, 	Frankfurt/Main : Verl. Neue Kritik  2001
- Der Pariser Zug, Schauspiel in drei akten und acht Bildern, Wien, G. Marton, 1934